# Hermann Knaus (Bibliothekar)
Hermann Knaus (* 19. August 1907 in Lutterbach/Elsaß; † 16. Januar 1984 in Darmstadt) war ein deutscher Bibliothekar.

## Leben
Hermann Knaus studierte Germanistik, Geschichte und Geographie und wurde 1934 Mitglied der Burschenschaft Germania Gießen. Er promovierte nach dem Staatsexamen für den höheren Schuldienst (1934) im Jahre 1937 an der Universität Gießen. Im gleichen Jahr legte er die Fachprüfung für den höheren Bibliotheksdienst in Leipzig ab, nachdem er vorher an der Universitätsbibliothek Gießen (1934 und 1936) und der Stadtbibliothek Trier (1935) gearbeitet hatte. Nach seiner Fachprüfung war er seit 1937 wieder an der Stadtbibliothek Trier tätig, von 1946 bis 1966 dann an der Universitäts- und Landesbibliothek Darmstadt und von 1966 bis 1973 an der Staatsbibliothek Preußischer Kulturbesitz in Berlin. In Darmstadt und Berlin leitete Knaus die Handschriftenabteilungen und widmete sich hauptsächlich der Katalogisierung mittelalterlicher Handschriften.

## Schriften (Auswahl)
- Die königlichen Forstprivilegien für die Abtei Fulda. Parzeller, Fulda 1938 (Dissertation Universität Gießen).
- (Mitarb.): Die Handschriften der Hessischen Landes- und Hochschulbibliothek Darmstadt. Vier Teile. Roether, Darmstadt bzw. Harrassowitz, Wiesbaden 1959–1979.
- Die Arenbergbibel. Lochner und die Windesheimer. In: Elisabeth Geck (Hrsg.): Festschrift für Claus Nissen zum 70. Geburtstag. Pressler, Wiesbaden 1973, S. 423–450.
- (Mitbearb.): Mittelalterliche Bibliothekskataloge Deutschlands und der Schweiz. Bd. 4, 2: Bistum Freising, Bistum Würzburg. Beck, München 1979, ISBN 3-406-00883-6.
- Werdener Psalter. Kommentar. Akademische Druck- und Verlagsanstalt, Graz 1979, ISBN 3-201-01078-2.
- Humanistische Handschriften aus der Abtei Grafschaft. In: Archiv für Geschichte des Buchwesens, Bd. 21 (1980), Sp. 667–678.
- Studien zur Handschriftenkunde. Ausgewählte Aufsätze. Saur, München 1992, ISBN 3-598-10975-X (mit Bibliographie Hermann Knaus).